# Березина (Минский район)
Березина (бел. Беразіна́) — деревня в Минском районе Минской области Беларуси. Входит в состав Михановичского сельсовета.

## География
Расположена в 10 км на юг от Минска, 2 км от железнодорожной станции Михановичи.

## История
В 1908 году застенок в Пережирской волости Игуменского уезда Минской губернии.
С конца февраля 1918 года территория оккупирована войсками Германской империи. 25 марта 1918 года согласно Третьей Уставной грамоте провозглашалась частью Белорусской Народной Республики. В декабре 1918 года занята Красной Армией, с 1 января 1919 года в соответствии с постановлением I съезда КП(б) Беларуси она вошла в состав Советской Белоруссии, с 27 февраля 1919 года — в ЛитБел ССР. Во время польско-советской войны в августе 1919 — июле 1920 годов и в середине октября 1920 года под оккупацией Польши.
С 31 июля 1920 года в Белорусской ССР. С 20 августа 1924 года деревня в Кайковском сельсовете Самохваловичского района Минского округа (до 26 июля 1930). В 1920-е годы был распространен сапожный промысел. С 18 января 1931 года в Смиловичском, с 26 мая 1935 года в Минском районе, 20 февраля 1938 года в Минской области.
Во Вторую мировую войну с конца июня 1941 года до начала июля 1944 года территория под оккупацией Германии. Сожжены 2 двора, убиты 7 жителей.

## Население
- Улица1908 год — 81 житель
- 1917 год — 95 жителей
- 1926 год — 92 жителя
- 1941 год — 58 жителей

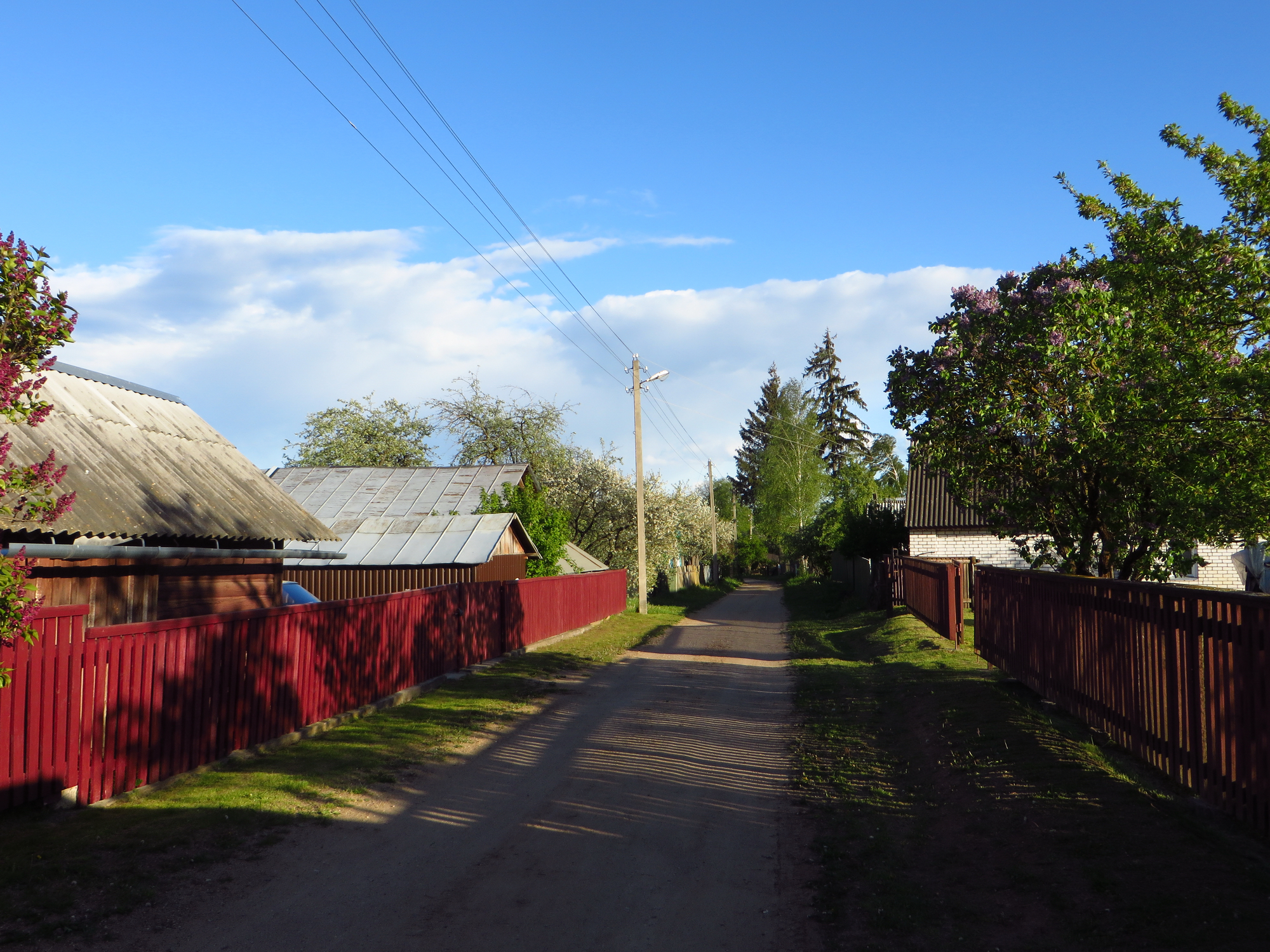
Улица

- 1999 год — 13 человек (перепись населения)
- 2009 год — 9 человек (перепись населения)